# Паяцы (опера)
«Пая́цы» (итал. Pagliacci) — опера в двух частях с прологом итальянского композитора Руджеро Леонкавалло, написанная на собственное либретто. Премьера оперы состоялась в Милане 21 мая 1892 года. Ария «Recitar/Vesti la giubba» («Пора выступать! Пора надеть костюм!») относится к числу наиболее узнаваемых в оперном мире.

## История создания и постановок
Работа композитора над оперой была, предположительно, вдохновлена успехом оперы Пьетро Масканьи «Сельская честь», к которой «Паяцы» близки и по тематике, и по музыкальному решению (во многих театрах эти две короткие оперы играются вместе, в один вечер). Сюжет «Паяцев», по утверждению композитора, восходит к его собственным детским воспоминаниям: его отец, работавший судьёй, будто бы разбирал подобное судебное дело.
Специалисты, однако, полагают, что сюжетная основа оперы заимствована из пьесы Катюля Мендеса, которую Леонкавалло мог видеть в 1887 году, когда жил в Париже. Первоначальное название оперы — «Паяц» (итал. Il Pagliaccio). Единственное число было заменено на множественное непосредственно перед премьерой, после того как исполнитель партии Тонио Виктор Морель заявил, что он не будет петь в опере, название которой не включает его персонажа.
Премьера оперы состоялась в миланском театре даль Верме 21 мая 1892 года под управлением Артуро Тосканини, британская и американская премьеры последовали в 1893 году, российская (на итальянском языке) — в Москве 22 января 1894 года (труппа И. П. Зазулина). Годом ранее, 11 (23) января 1893 года, силами артели Русского оперного товарищества под руководством И. П. Прянишникова опера была поставлена с русским текстом (перевод Н. М. Спасского). 

## Действующие лица
| Партия                                                            | Голос   | Исполнитель на премьере 21 мая 1892 (Дирижёр: Артуро Тосканини) | Некоторые другие исполнители |
| ----------------------------------------------------------------- | ------- | --------------------------------------------------------------- | --- |
| Канио (в комедии — Паяц), хозяин труппы странствующих комедиантов | тенор   | Фьорелло Жиро                                                   | Э. Карузо, А. Пертиле, Г. Д. Шульпин, М. дель Монако, Ф. Корелли, Л. Паваротти, А. Азрикан, П. Доминго, Марио Ланца, Х. Каррерас |
| Недда (в комедии — Коломбина), его жена                           | сопрано | Аделина Штеле                                                   | Нелли Мельба, Е. К. Катульская, М. Л. Биешу, Л. Ю. Казарновская, Л. И. Масленникова                                              |
| Тонио, актёр труппы (в комедии — Таддео)                          | баритон | Виктор Морель                                                   | Т. Гобби |
| Беппо, актёр труппы (в комедии — Арлекин)                         | тенор   | Франческо Дадди                                                 | |
| Сильвио, молодой крестьянин                                       | баритон | Марио Анкона                                                    | Т. Гобби, Д. А. Хворостовский |
| Пролог (Тонио)                                                    | баритон |                                                                 | |
| Первый крестьянин                                                 | тенор   |                                                                 | |
| Второй крестьянин                                                 | баритон |                                                                 | |
| Хор крестьян                                                      |         |                                                                 | |

## Краткое содержание
Действие происходит между 1865─1870 годами на юге Италии, в деревне Монтальто (Калабрия), в день праздника Успения Пресвятой Девы Марии (15 августа).

### Пролог
Неожиданно, в середине оркестрового вступления, клоун, персонаж из комедии, роль которого исполняет Тонио, выходит на авансцену перед закрытым занавесом и обращается непосредственно к слушателям. Он сообщает, что эта опера — из самого сердца композитора («Автор стремился изобразить саму жизнь… и вдохновлялся правдой»). Тонио, продолжая объяснение, говорит, что актёры наделены чувствами и страстями, как и все люди. Эти чувства и страсти — главная тема оперы. Тонио заканчивает пролог на верхнем ля-бемоль и поднимает занавес. 

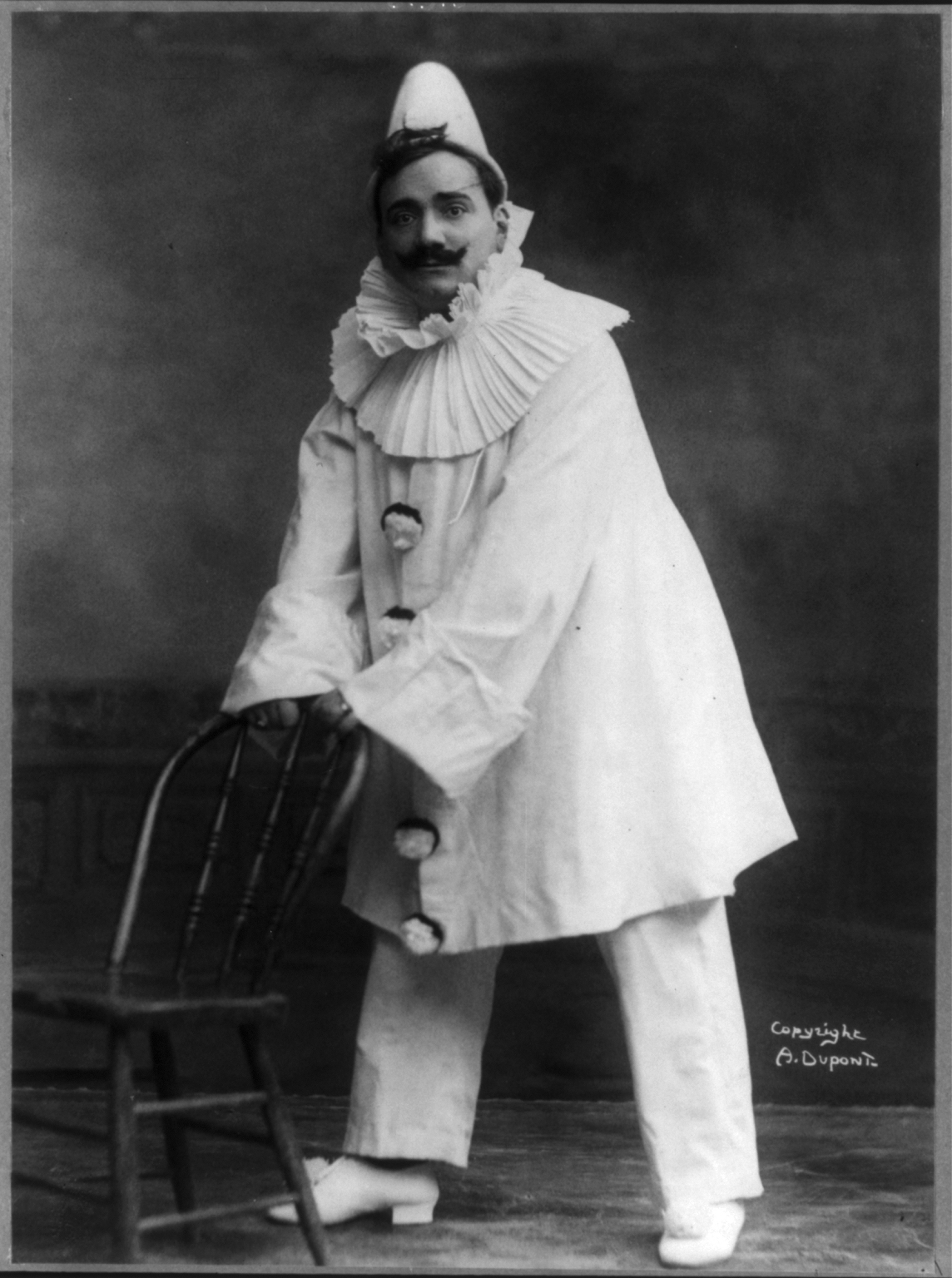
Энрико Карузо в роли Канио

### Действие первое
Прибывают странствующие комедианты. Крестьяне радостно встречают их. Хозяин труппы, Канио, и его жена, Недда, едут в фургоне, Тонио и Беппо бредут рядом пешком.
Канио объявляет собравшимся, что вечером будет представление, пусть придут все желающие посмеяться над весёлой жизнерадостной комедией.
Клоун Тонио, играющий глупцов, старается помочь Недде слезть с повозки. Муж, однако, отстраняет его даже от таких мелких «рыцарских» услуг и сам помогает жене.
Крестьяне приглашают артистов выпить за успех. Беппо и Канио охотно соглашаются, один лишь Тонио не хочет идти. Один из крестьян грубо шутит, что тот остаётся, наверное, чтобы отбить Недду у мужа. Канио сначала смеётся над шуткой, но затем хмурится: смеяться над ним можно только, когда он на сцене. Несдобровать тому, кто позарится на его жену!
Вместе с крестьянами артисты отправляются в таверну. Тонио сразу признаётся Недде в любви. Но она высмеивает его, а когда тот пробует к ней приблизиться, бьёт его хлыстом.
Клоуна терзает обида, ведь Недда, столь строга лишь с ним. Признания молодого крестьянина Сильвио она встречает счастливым поцелуем — Тонио всё видит и слышит из укрытия. Недде надоели скитания и лишения; не любит она и ревнивого Канио.
Теперь Тонио может отомстить. Он зовёт Канио и возвращается с ним, когда Недда обещает любовнику: «Этой ночью навсегда твоей буду!»
Канио бросается на Сильвио, но тот уворачивается и убегает — Канио не видит его лица. Хозяин труппы требует, чтобы Недда выдала имя возлюбленного, и угрожает жене ножом. Беппо выхватывает нож, а жена толкает Канио к фургону. Близится время представления, нужно одеваться. Канио остаётся один. Он в отчаянии, но нужно играть.

### Действие второе
Звуки трубы и барабана зовут публику на представление. Пьеса начинается как фарс. В ней действуют: Паяц — Канио; Коломбина, его жена — Недда; Арлекин, поклонник Коломбины — Беппо; Таддео, слуга — Тонио.
Коломбина ждёт любовника. К домику подходит Арлекин и поёт любовную серенаду. Коломбина впускает его в окно, и они договариваются ночью бежать. Приходит муж, слышавший последние слова: «Этой ночью навсегда твоей я буду». Те же слова, что шептала Недда Сильвио. Канио пытается успокоиться, но фарс на сцене сплетается с драмой реальной жизни. 
В Канио бушуют настоящие страсть и ревность. Он уже не играет роль в пьесе, а живёт на сцене. Он свирепо требует, чтобы жена произнесла имя соблазнителя. Недда стремится обернуть всё в шутку и делает вид, что не понимает желание мужа услышать имя реального любовника. Она продолжает играть и шутить, борясь со страхом. Но Недде не удаётся отделаться от Канио, и тот убивает её. Она зовёт Сильвио, и крестьянин бросается на сцену, чтобы спасти Недду, но взбешённый муж убивает и его.
Зрители, крестьяне Монтальто, сбегаются к подмосткам. Канио роняет нож. Тонио объявляет публике: «Комедия окончена» (итал. La comedia è finita!).

## Либретто двух самых значительных арий

### «Recitar/Vesti la giubba» (Пора выступать! Пора надеть костюм!)
Узнав о неверности своей жены, поглощенный горем Канио готовится к представлению, потому что представление должно продолжаться…

### No! Pagliaccio non son! (Нет, я не паяц!)
Канио в ярости обвиняет Недду в неверности

## Аудиозаписи
- 1930 — Оркестр и хор «Ла Скала» (Италия). Дирижёр — Карло Сабайно. Исполнители: Канио — Аллесандро Валенте, Недда — Аделаида Сарачени, Тонио и пролог — Апполо Гранфорте, Сильвио — Леонильдо Баси, Беппе — Нелло Палаи.
- 1930 — Оркестр и хор «Ла Скала» (Италия). Дирижёр — Лоренцо Молайоли. Исполнители: Канио — Франческо Мерли, Недда — Розетта Пампанини, Тонио и пролог — Карло Галеффи, Сильвио — Джино Ванелли, Беппе — Дзусеппе Несси.
- 1934 — Канио — Беньямино Джильи, Недда — Ива Пачетти, Тонио — Марио Базиола, Сильвио — Леоне Пачи, оркестр и хор театра «Ла Скала», дирижёр — Франко Гионе.
- 1956 — Канио — Димитр Узунов, Недда — Александра Яковенко, Пролог/Сильвио — Павел Лисициан, Тонио — В. Захаров, Беппо — Геннадий Пищаев, хор и оркестр Московского радио, дирижёр — Самуил Самосуд.
- 1959 — Канио — Марио дель Монако, Недда — Леокадия Масленникова, Тонио — Алексей Иванов, Беппо — Николай Тимченко, Сильвио — Евгений Белов, хор и оркестр Большого театра СССР, дирижёр — Василий Небольсин.
- 1980 — Канио — Джеймс Кинг, Недда — Эмили Роулинз, Тонио — Бенито ди Белла, Сильвио — Лоренцо Саккомани, хор и оркестр Оперы Сан-Франциско, дирижёр — Никса Барецца.
- 1985 — Пролог — Владислав Верестников, Канио — Владимир Атлантов, Недда — Галина Калинина, Тонио — Юрий Григорьев, Беппо — Владимир Богачёв, Сильвио — Игорь Морозов, хор и оркестр Большого театра СССР, дирижёр — Альгис Жюрайтис.

## Экранизации
- «Паяцы» (1948, Италия). Режиссёр — Марио Коста. В ролях: Канио — Афро Поли (вокал — Гальяно Мазини), Недда — Джина Лоллобриджида (вокал — Онелия Финески), Тонио — Тито Гобби, Сильвио — Тито Гобби. Шла в советском прокате в 1950 году[4].
- «Паяцы» (1954, Италия). Режиссёр — Франко Энрикес. В ролях: Канио — Франко Корелли, Недда — Мафальда Микелуцци, Тонио — Тито Гобби, Сильвио — Лино Пульизи. Хор и оркестр Итальянского радио и телевидения, дирижёр — Альфредо Симонетто.
- «Паяцы» (1982, Италия — ФРГ). Режиссёр — Франко Дзеффирелли. В ролях: Канио — Пласидо Доминго, Недда — Тереза Стратас, Тонио — Хуан Понс, Сильвио — Альберто Ринальди. Хор и оркестр театра «Ла Скала», дирижёр — Жорж Претр.
- «Комедианты» (1984, СССР). Режиссёр-постановщик — Виктор Окунцов. В ролях: Канио — Алексей Стеблянко, Недда — Лариса Шевченко, Тонио — Александр Ненадовский, Сильвио — Валерий Лебедь. Хор ЛГАТОБ им. С.М.Кирова, симфонический оркестр Ленинградской государственной филармонии, дирижёр — Александр Дмитриев. Исполнение на русском языке.